# John Tchicai
John Tchicai (Koppenhága, 1936. április 28. – Perpignan, 2012. október 8.) dán dzsesszszaxofonos.

## Pályakép
John Tchicai szaxofonos Koppenhágában született kongói apától és dán anyától. Aarhusban nőtt fel, és a Dán Királyi Zenei Konzervatóriumban tanult szaxofonotni. A helsinki Ifjúsági Világfesztiválon 1962-ben fellépő fellépése hívta fel rá Archie Shepp figyelmét. Tchichai a következő évben New Yorkba költözött, és Bill Dixonnal, majd Don Cherryvel megalakították a New York Contemporary Five-ot. 1963-ban felvettek egy élő albumot a Jazzhus Montmartre-ban. A következő évben csatlakozott egy másik fontos, bár rövid életű csoporthoz, a New York Art Quartethez Roswell Ruddal és Milford Graves-szel.
Szerepelt John Coltrane „Ascension” című filmjében 1965-ben.
1966-ban Tchicai visszatért Dániába, és megalakította saját, 17 tagú együttesét, a Cadentia Nova Danicát. Az 1970-es években a tanításra összpontosított, ugyanakkor 1977-ben kiadta egyik legjobb albumát, a „Real Tchicai”-t a  SteepleChase Recordsnál Niels-Henning Ørsted Pedersen és Pierre Dørge részvételével.
1984-ben turnézott és lemezfelvételeket készített a Cecil Taylor Orchestra Of Two Continentjével, mely zenekarban többek között Enrico Rava, Tomasz Stańko, Gunter Hampel és William Parker játszott.
Az 1980-as évek elején a Dørge’s New Jungle Orchestra tagja volt.
Tchicai nem sokkal 2012-es halála előtt aktív volt az Egyesült Államokban és Európában. Egyik utolsó nagyszerű felvétele egy Thelonious Monk dallamokat tartalmazó album volt.

## Lemezválogatás
- New York Art Quartet Mohawk
- Cadentia Nova Danica 1968 (Karsten Vogel, Hugh Steinmetz, Kim Menzer, Max Brüel, Steffen Andersen, Giorgio Musoni, Yvan Krill, Robidoo)
- John Tchicai & Cadentia Nova Danica Afrodisiaca, 1970; (Hugh Steinmetz, Theo Rahbek, Mauritz Tchicai, Kim Menzer, Willy Jagert, Willem Breuker, Max Brüel, Michael Schou, Sune Weimar, Niels Harrit, Ole Kühl, Christian Kyhl, Mogens Bollerup, Joergen Thorup, Bent Hesselman, Pierre Dørge, Ole Matthissen, Ole Thilo, Steffen Andersen, Claus Boeje, Jon Finsen, Anthony Barnett, Giorgio Musoni, Simon Kopel, J. C. Moses)
- Willi The Pig (Willisau 1975; (Irène Schweizer, Buschi Niebergall, Makaya Ntshoko)
- Real Tchicai (1977 (Pierre Dørge és Niels-Henning Ørsted Pedersen)
- Cassava Balls (1985 (Hartmut Geerken és Don Moye)
- Anybody Home? (2001; (Sunleif Rasmussen, Peder Riis-Jensen, Hedin Ziska Davidsen, Kristian Blak és The Esbjerg Ensemble)
- Big Chief Dreaming (Soul Note, 2005; (Garrison Fewell, Tino Tracanna, Paolino Dalla Porta, Massimo Manzi)
- Tribal Ghost (2013, (Charlie Kohlhase, Garrison Fewell, Cecil McBee, Billy Hart)
- Musical Monsters (1980, 2018)
- Live at the Stone (2007, 2020), (Adam Lane, Garrison Fewell, Vijay Anderson)